# Hildesheim
Hildesheim és una ciutat, fundada l'any 815 com a seu episcopal, al sud de l'estat federat de Baixa Saxònia (Alemanya) i constitueix una de les vuit localitats més grans de la regió. Fins a l'any 1974 va ser una ciutat independent. Els nuclis urbans més importants propers a Hildesheim són Hannover (a uns 30 km al nord-oest) i Braunschweig (a uns 40 km al nord-est). Així mateix és seu episcopal catòlica (Bisbat de Hildesheim) i ciutat universitària.
Després d'unir-se amb altres localitats properes el 1974, la població de Hildesheim va superar els 100.000 habitants i va aconseguir, d'aquesta manera, ser reconeguda com a ciutat. Els 103.000 habitants que disposa en l'actualitat fan de Hildesheim la menor de les grans ciutats de Baixa Saxònia.
Situada a la vall de l'Innerste, al sud-est de Hannover. Port sobre un ramal del canal de Mittelland. La seva economia es basa en la construcció de maquinària, indústries electròniques, cosmètica, del cautxú i alimentària (sucre).
Posseeix nombrosos edificis medievals, com la Catedral de Santa Maria i l'església de Sant Miquel, ambdues del segle xi i declarades Patrimoni de la Humanitat, l'església romànica de Sant Gotard, del segle xii, i l'ajuntament, del segle xiv.

## Llocs destacats
- L'històric Mercat de Hildesheim fou considerat un dels més bonics mercats del món. Va ser reconstruït el 1984-1990 retornant a la seva esplendor anterior, després de la seva destrucció el 1945 en un raid aeri. Els edificis més destacats a la plaça són:

- - El Knochenhauer-Amtshaus ("Gremi dels Carnissers"), també conegut com a element bo i bonic essent la meitat de l'edifici de fusta. Destruït el 1945, va ser reconstruït de 1987 a 1989 segons plànols originals. La façana és sumptuosa decorada amb colors pintures i proverbis alemanys. Avui l'edifici engloba un restaurant i el Museu de Ciutat.
  - L'Ajuntament, construït el segle xiii en estil gòtic. En part destruït el 1945, fou reconstruït entre 1954 i 1989.[1]
  - El Tempelhaus, un gòtic tardà del segle xiv essent una casa patrícia, el qual avui són cases de l'oficina d'informació turística. Va patir algun dany durant la Segona Guerra Mundial però va ser restaurat el 1952.
  - La Wedekindhaus, una casa patrícia del segle xvi, es caracteritza per la seva gran ornamentació tallada en pisos inclosos els seus prestatges amb representacions de figures al·legòriques.

- La Catedral romànica de Santa Maria, amb les seves portes de bronze antigues (Bernward porta) (c. 1015). L'església va ser construïda en el segle ix, però gairebé completament destruïda el 1945; va ser reconstruïda ràpidament després de la guerra. És en la llista de la UNESCO del Patrimoni Mundial des de 1985. El roser dels mil anys, és una rosa de 1.000 anys, suposadament el roser més vell del món. Continua a florint a la paret de la Catedral. Museu de la Catedral, Tresor de Catedral.

- L'Església de St.Miquel (Declarat Patrimoni Mundial per la UNESCO) – assenyalat com a església romànica primerenca a Alemanya i un exemple únic d'arquitectura Otoniana. Fou construït de 1010 a 1022.

- L'Andreaskirche (l'església de Sant Andreu), una església del segle xii que és la més alta de la Baixa Saxònia.

- El Roemer-und-Pelizaeus-Museu, amb col·leccions significatives de l'Egipte antic i el Perú i les exposicions especials organitzades cada any.

Al barri històric de Neustadt a un km al sud-est del Mercat, hi ha moltes cases de fusta dels segles XVI, XVII i XVII, no malmeses durant la Segona Guerra Mundial. La casa més antiga és la Casa de l'Armer (Waffenschmiedehaus) de l'any 1548 al carrer Gelber Stern. La façana és decorada amb escultures de fusta. També hi ha la torratxa Kehrwiederturm (segle xiv) de la muralla antiga, no malmesa durant la Segona Guerra Mundial, en el carreró pintoresc Am Kehrwieder. Hi ha El Monument de la Sinagoga en el carrer pintoresc Lappenberg en el barri vell jueu. La sinagoga fou consagrada l'any 1849 i destruïda l'any 1938. També hi ha lL'Església de Sant Lambert (Lambertikirche), un temple gòtic de l'any 1474, fortament malmesa durant la Segona Guerra Mundial i reconstruïda el 1952. El terraplè de l'edat mitjana està molt ben conservat al sud, i l'oest i el nord-oest del centre de la ciutat. Algunes parts de l'antiga muralla del segle xiv estan molt ben conservades.
- L'Església de Sant Gotart (Godehardikirche). L'església romànica va ser construïda de 1133 a 1172. Gairebé sense danys durant la Segona Guerra Mundial. Possiblement també formarà dintre de poc del Patrimoni Mundial per la UNESCO. Enfront de l'Església a la Plaça de Sant Gotard (Godehardsplatz), hi ha algunes cases boniques de fusta. La Casa del Comerciant Werner (Wernersches Haus) de l'any 1606 té moltes escultures de fusta a la façana.

- L'Església de Sant Maurici (Mauritiuskirche), al barri de Moritzberg a 2 km del centre, a l'oest de la ciutat, és una església romànica del segle xi amb un antic claustre ben conservat. Al barri hi ha boniques cases de fusta.

- El Castell de Steuerwald (Burg Steuerwald) a 3 km del centre, al nord de la ciutat fou construït de 1310 a 1313, amb una capella gòtica i una torratxa de 26 metres de l'any 1325.

- El Castell Marienburg (Burg Marienburg) al barri de Marienburg, a 5 km del centre al sud-est, fou construït de 1346 a 1349.

- El Convent Marienrode (Kloster Marienrode), al barri de Marienrode a 6 km del centre al sud-oest, fou fundat l'any 1125. Hi ha una església gòtica del segle xiv, un gran viver i un molí de vent. El paisatge és romàntic amb molts cirerers.

Altres llocs d'interès inclouen un teatre, oferint òpera, opereta i musicals, teatre, ballet i concerts; i el medieval apareixent amb cases mig de fusta.

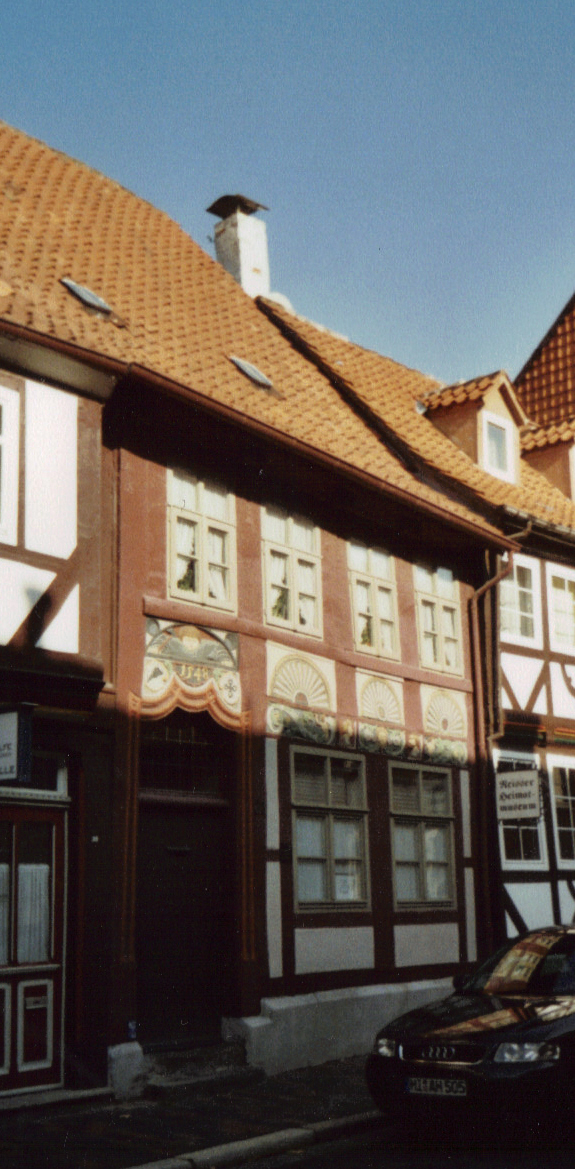
Casa de l'Armer (1548)
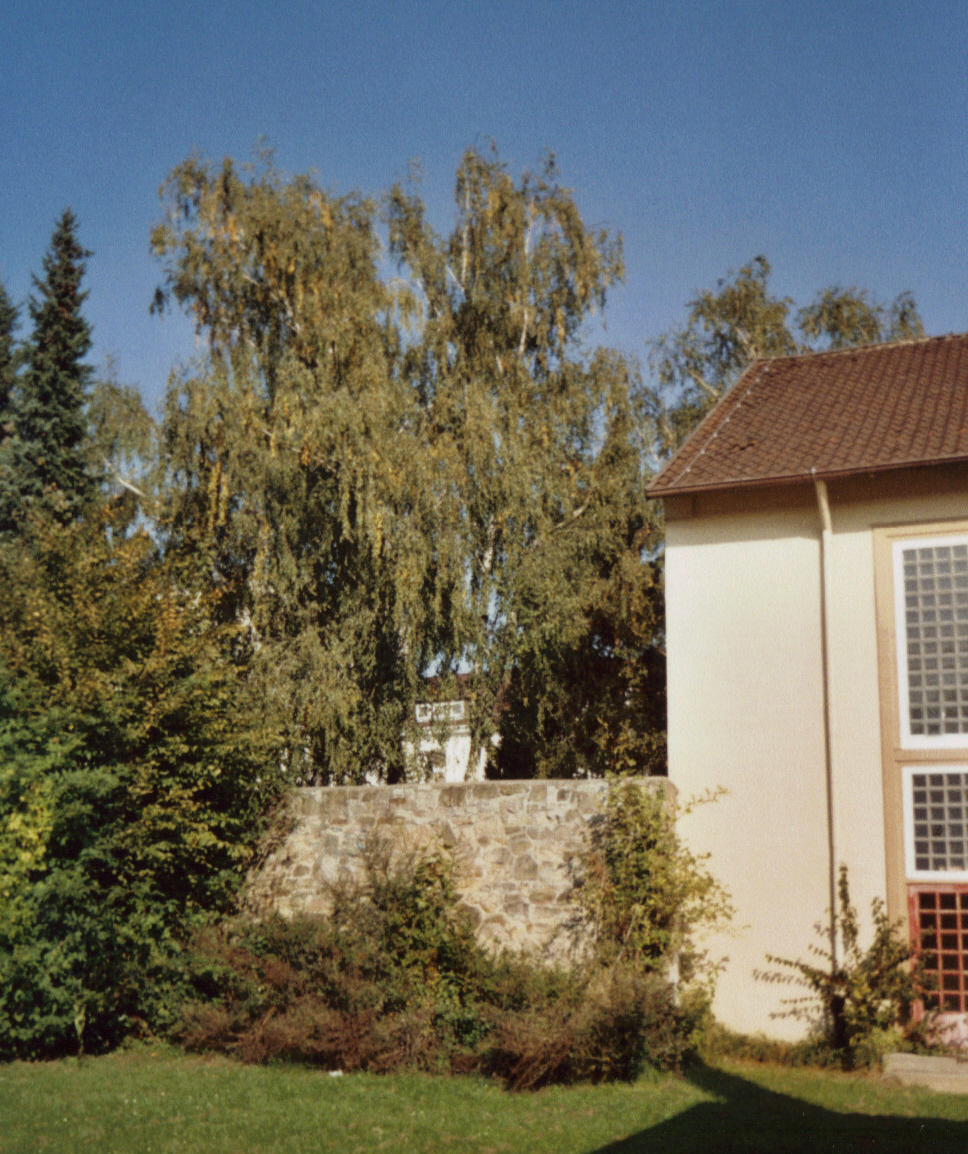
Una part de l'antiga muralla del segle xiv al barri Neustadt
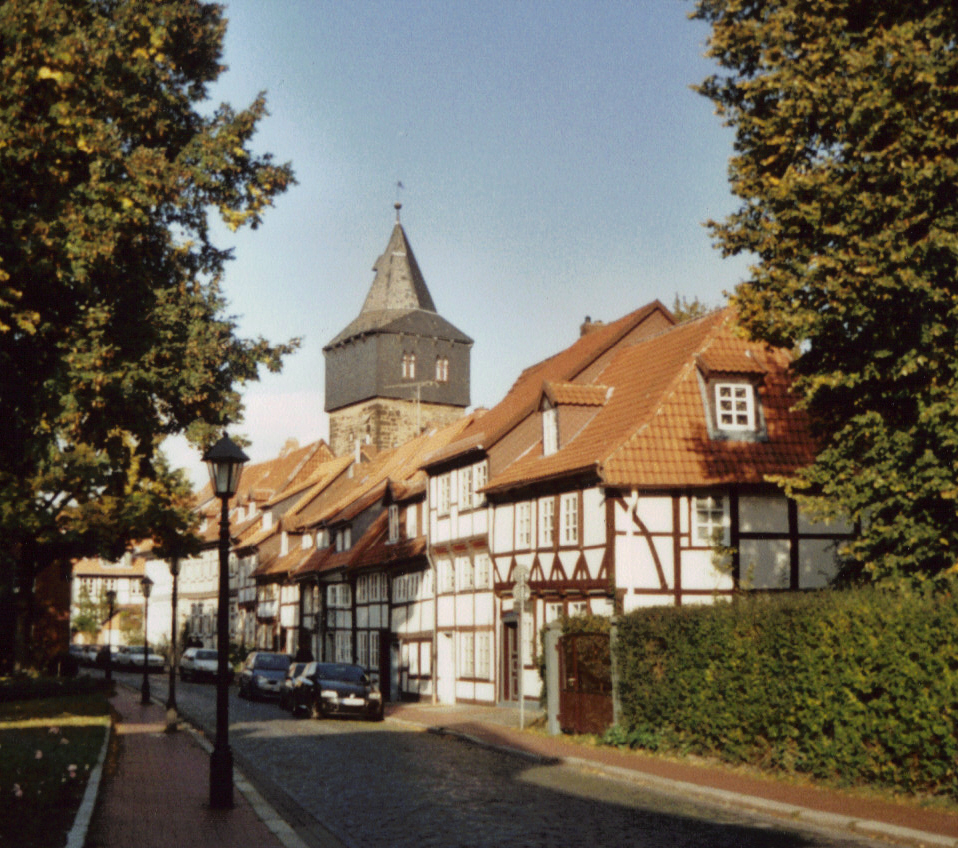
El barri vell jueu: Carrer Lappenberg amb la torratxa Kehrwiederturm (segle XIV)
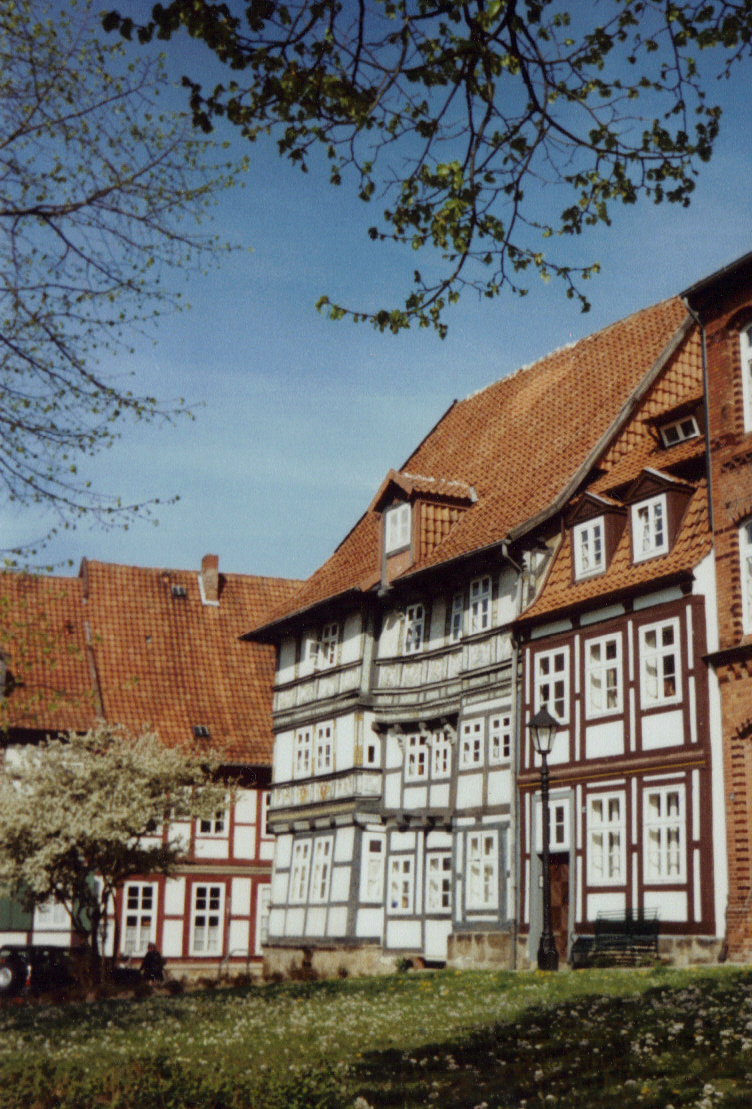
Casa del Comerciant Werner, construïda a l'any 1606
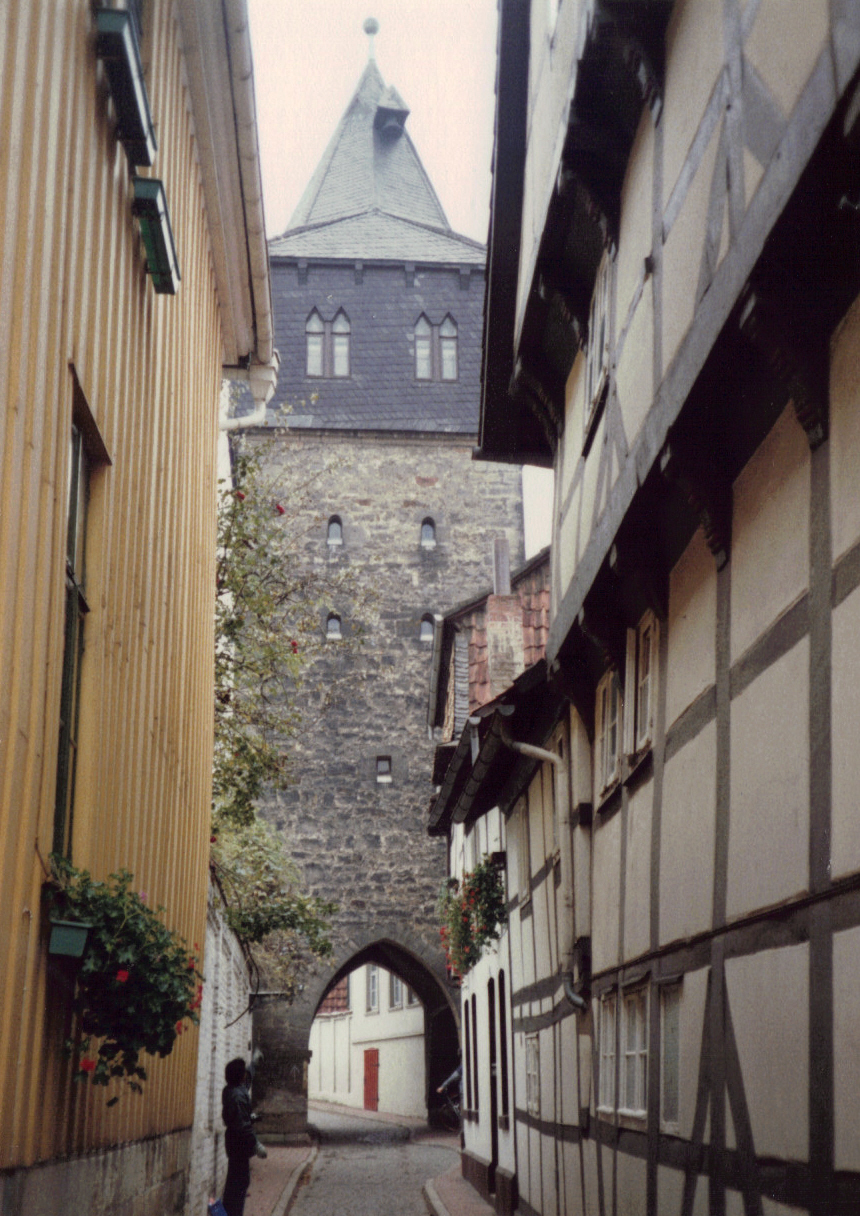
Torratxa Kehrwiederturm (segle XIV) al barri de Neustadt
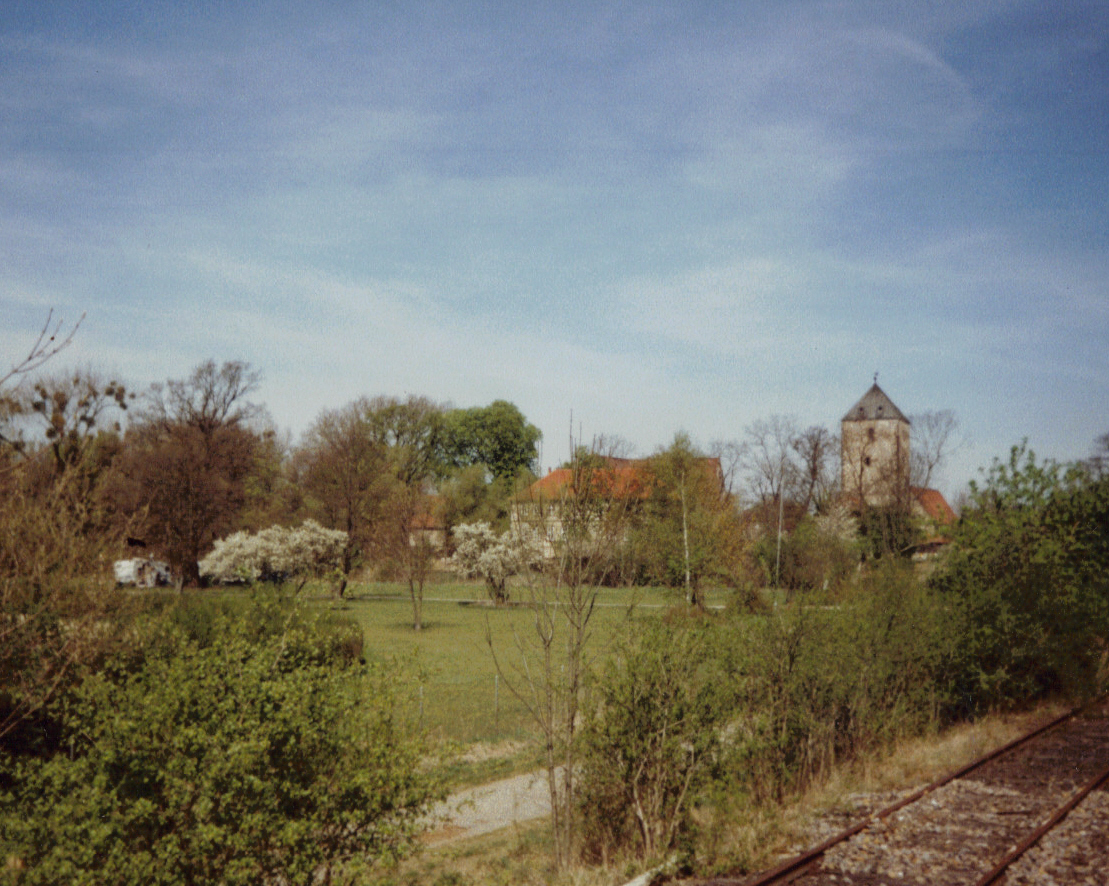
Castell Steuerwald (1310-1313)
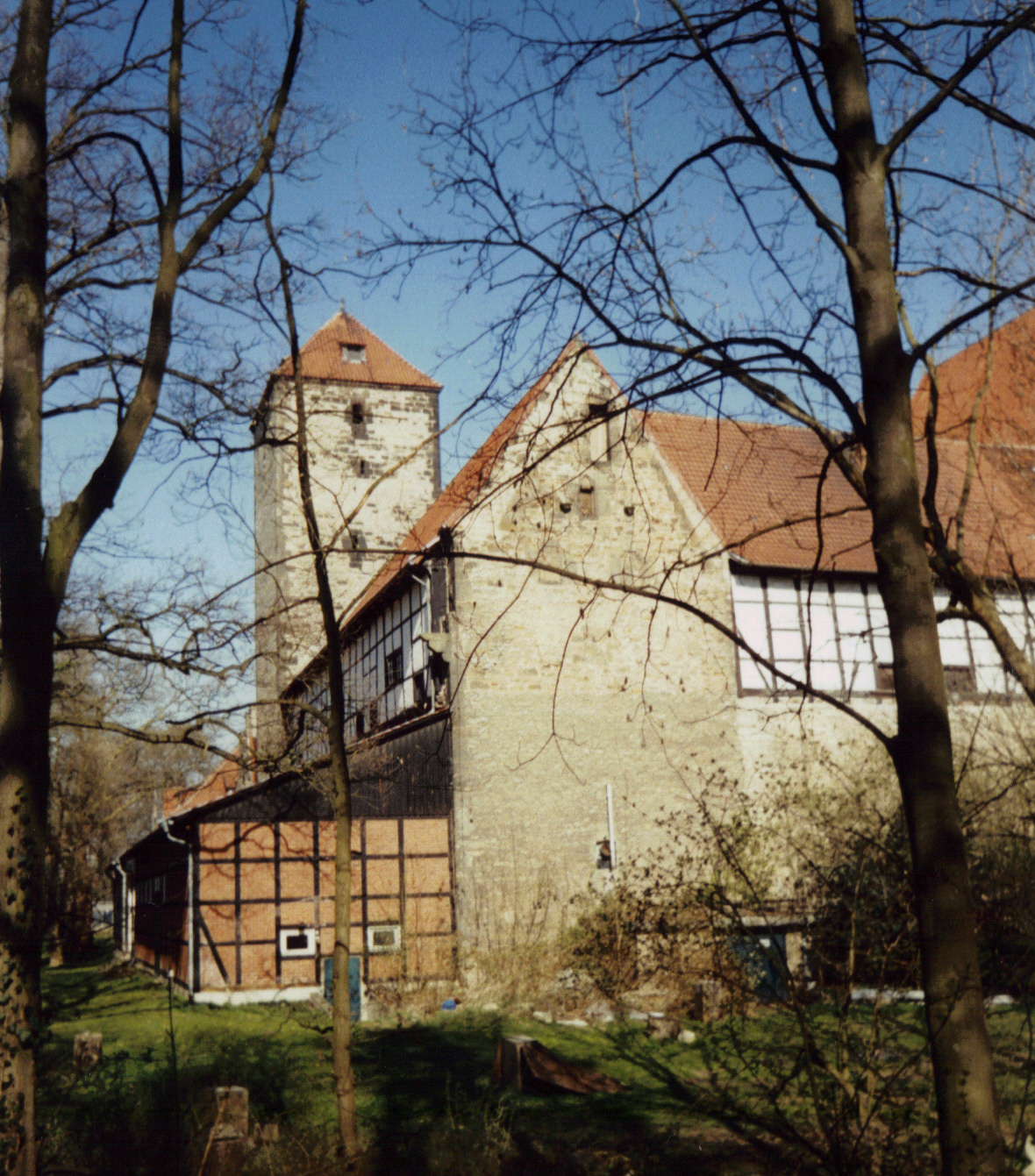
Castell Marienburg (1346-1349)
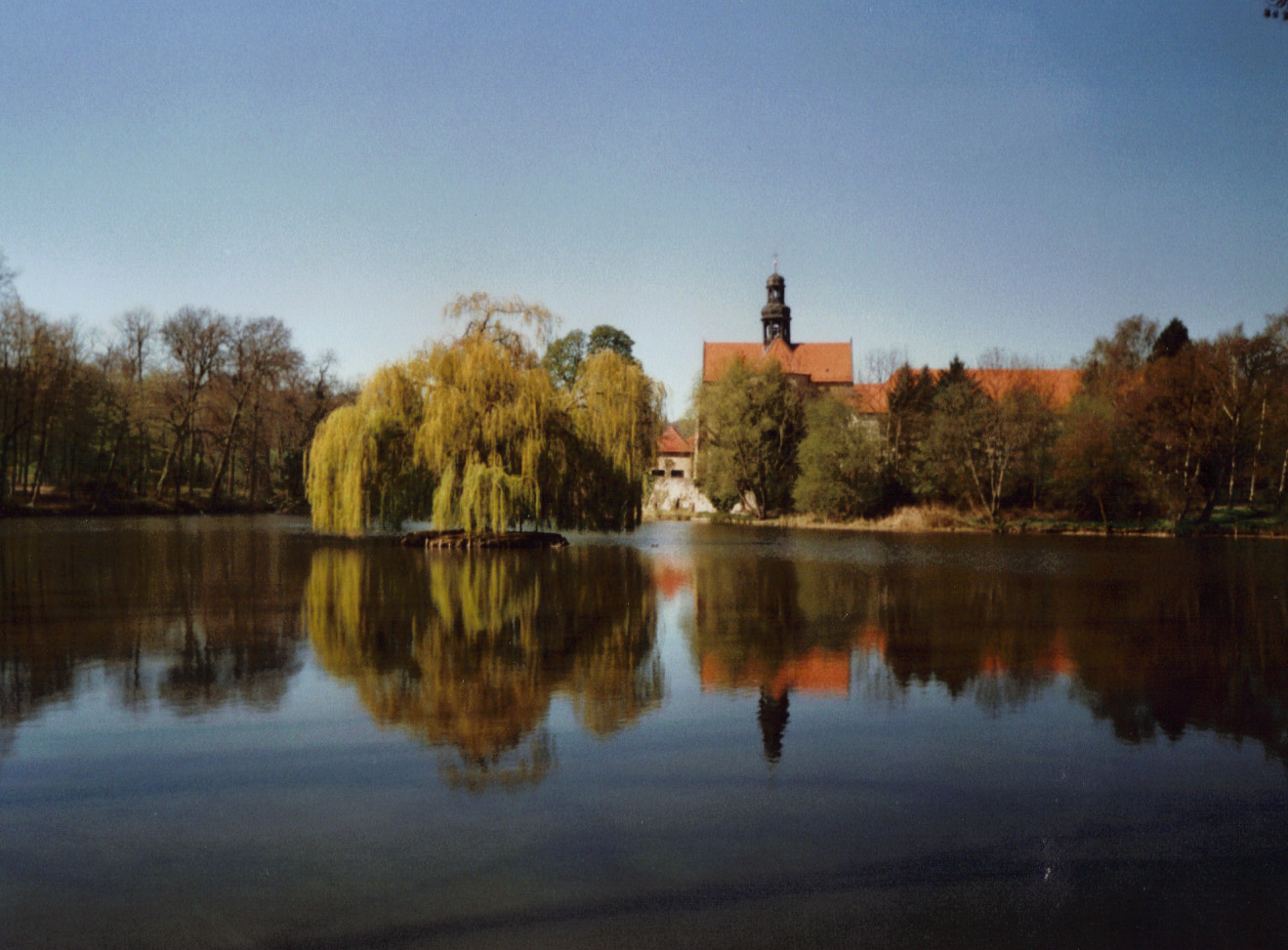
Convent en el barri de Marienrode

## Personatges destacats
- Rudolf Schenker fundador i guitarrista dels Scorpions.
- Oskar Schindler mort a Hildesheim.
- Sir Hans Adolf Krebs, Nobel de Medicina o Fisiologia el 1953 pels seus descobriments en metabolisme cel·lular.
- Heinrich de Marchion (1816-1890), tenor buffo